# Brownie (mitologia)

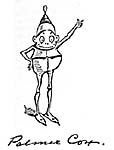
Una representació d'un brownie

Un brownie o brounie (en escocès: urisk ; en gaèlic escocès: brùnaidh, ùruisg o gruagach) és una criatura llegendària, popular en el folklore d'Escòcia i Anglaterra (especialment en el nord, encara que és més comú que els hobs compleixin aquest rol). És la contrapart escocesa i nord-anglesa del nisse escandinau, el domovik eslau i els heinzelmännchen germans.
És una criatura mitològica que mora a les cases i que realitza les tasques de la llar mentre no hi ha ningú. De color marró (Brown), d'on ve el seu nom. És un follet que proveeix benestar a la llar, se sol col·locar un bol amb crema prop de la xemeneia com a agraïment a la criatura.
Existeix una distinció entre el brownie anglès, que viu en cases, i el ùruisg o urisk escocès, que viuen en els rierols i cascades i són menys propensos a oferir ajuda en els quefers domèstics.
Els brownies apareixen en diverses manifestacions de la cultura popular, per exemple en la pel·lícula de George Lucas Willow com a humans miniatura, són també criatures del joc de rol Dungeons & Dragons i en la novel·la de fantasia de Mary Norton The Borrowers, al seu torn adaptada en pel·lícules com Els Borrowers i el film d'animació japonès Karigurashi no Arriety de Studio Ghibli.